# Huszár István (grafikus)
Huszár István (Diósgyőr, 1925. október 16. – Nyíregyháza, 2004. január 1.) autodidakta magyar festő- és grafikusművész, kő-és faszobrász, pedagógus.

## Életpályája
Szabadiskolákban képezte magát. Középiskoláját Miskolcon, Kőszegen, Nyíregyházán végezte el. 1946–1949 között a nyíregyházi Bessenyei György Népfőiskolán tanult. 1947–1948 között tanyasi vábdortanítóként dolgozott. 1949-ben került Rakamazra, ahol az általános- és ipariskolában rajzot tanított 1969-ig. 1969-től csak művészetéből élt. 

### Munkássága
A hajdúböszörményi Hajdúsági Művésztelep és a Nyíregyháza-Sóstói Nemzetközi Művésztelep munkájában vett részt. A megyében amatőr művészeti szakkörök munkáját irányította. Foglalkozott grafikával, táblaképpel és murális munkákkal. Munkái Szúcs, Rakamaz, Kunmadaras és Mátészalka középületein láthatóak. Kő- és faszobrokat is készített. Kiállításain fametszetekkel, monotípiákkal, üvegkarccal, vízfestményekkel, rézkarcokkal jelentkezett. Munkáira gondos tárgy- és anyagválasztás, valamint egyes alkotásain népművészeti ihletettség jellemző.

## Kiállításai
| - 1961, 1972-1973, 1982, 1986, 1995 Nyíregyháza - 1964 Sárospatak - 1966 Miskolc - 1967 Sátoraljaújhely - 1975 Nyírbátor | - 1959 Nyíregyháza, Fehérgyarmat - 1960, 1969, 1979 Nyíregyháza - 1970, 1985 Ungvár - 1973 Budapest - 1977 Debrecen - 1991 Körmöcbánya - 1994 Vásárosnamény - 1997 Hatvan |

## Köztéri művei
- Figurális sgraffitók (Rakamaz, 1967)[1]
- Munkás Szent József-templom sgraffitói (Szúcs, 1968)
- Úttörők fogadalma (Rakamaz, 1968)
- Sgraffito kompozíció (Mátészalka, 1969)
- Tinódi Lantos Sebestyén (Nyírbátor, 1976)

## Díjai
- Váczi Mihály-díj (1980)
- Szabolcs-Szatmár-Bereg megye Művészeti díja (1994)
- a vásárosnaményi I. Beregi Képzőművészeti Tárlat díja (1994)
- Rakamaz díszpolgára (posztumusz, 2008)[2][3]